# ボート・ツー・オイレンブルク
ボート・ヴェント・アウグスト・ツー・オイレンブルク伯爵（Botho Wendt August Graf zu Eulenburg、1831年7月31日 - 1912年11月5日）は、ドイツの官僚、政治家。プロイセン王国内相、首相を歴任した。はとこにフィリップ・ツー・オイレンブルク侯爵がいる。

## 経歴
1831年7月31日プロイセンの首都ベルリンに生まれる。1878年叔父のフリードリヒ・アルブレヒト・ツー・オイレンブルク伯から内務大臣職を受け継ぎ、プロイセン首相であったオットー・フォン・ビスマルクを内政面から支えた。内相としては社会主義者鎮圧法の制定に取り組んだ。
1881年ヘッセン＝ナッサウ州首相を経て、1892年プロイセン首相兼内相に就任する。経験豊かな行政官であり、はとこのフィリップは皇帝ヴィルヘルム2世の友人で国政に影響力を持っていた。オイレンブルクは、レオ・フォン・カプリヴィの次の帝国宰相を狙っていた。しかし、社会主義者対策でヴィルヘルム2世とは見解が違ったため、オイレンブルクの野心は実現しなかった。
1894年、刑法改正法案をめぐりカプリヴィと衝突、同年10月にヴィルヘルム2世によりカプリヴィとともに罷免された。